# Chrudichromy
Chrudichromy (en allemand : Lang Chrudichrom) est une commune du district de Blansko, dans la région de Moravie-du-Sud, en République tchèque. Sa population s'élevait à 205 habitants en 2020.

## Géographie
Chrudichromy se trouve à 3 km au nord-ouest du centre de Boskovice, à 16 km au nord de Blansko, à 35 km au nord de Brno et à 170 km à l'est-sud-est de Prague.
La commune est limitée par Svitávka à l'ouest et au nord, par Míchov au nord, par Boskovice à l'est et au sud, et par Skalice nad Svitavou au sud-ouest.

## Histoire
La première mention écrite de la localité date de 1386.